# Vinohrady

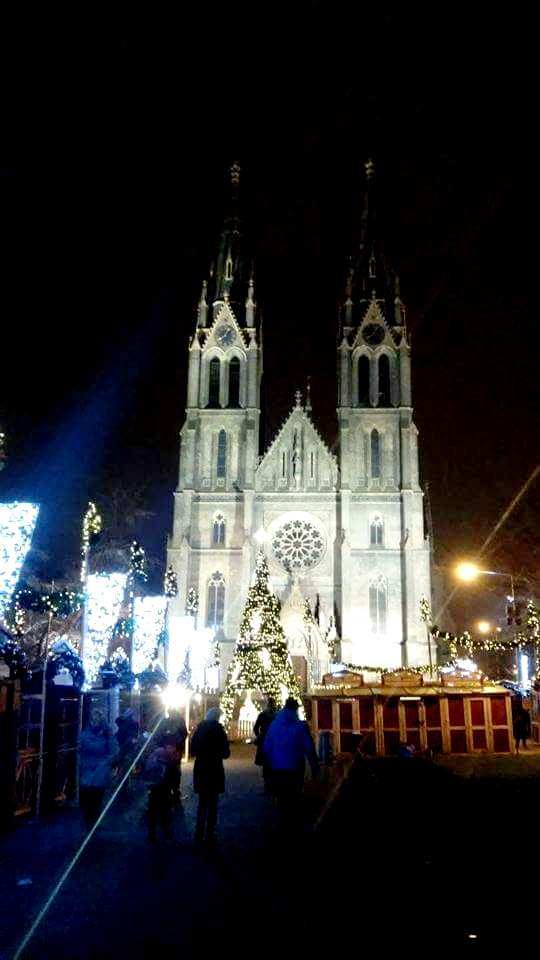
Náměstí Míru con el mercado de Navidad y al fondo la basílica de Santa Ludmila

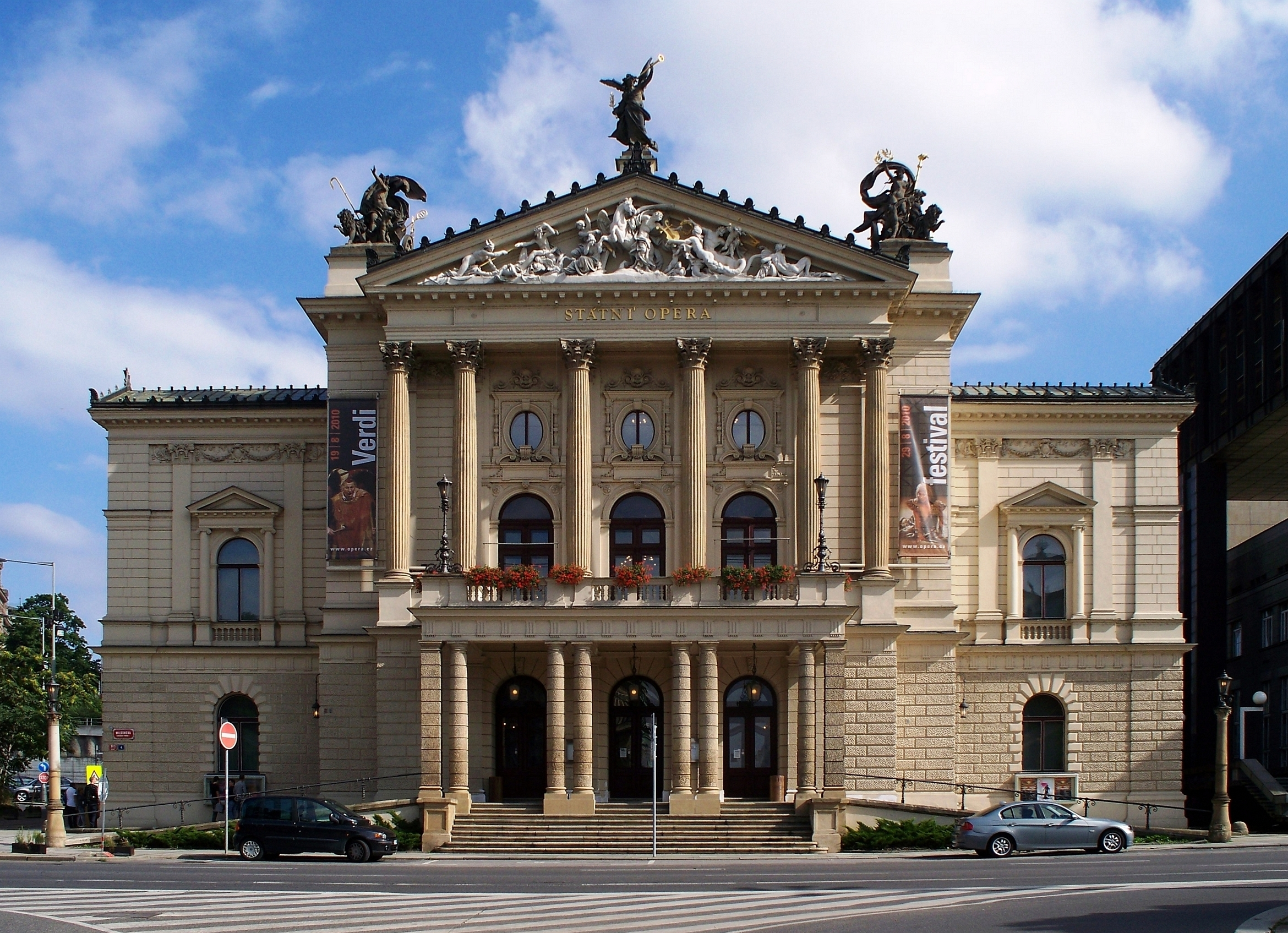
Ópera Estatal de Praga

El barrio Vinohrady («Viñedos», en checo) forma parte de los distritos Praga 2, 3 y 10, pero la mayor parte pertenece a Praga 2. Esta división se hizo en el año 1960.  Si se estudia la historia del barrio, se observa que en la época del rey Carlos IV esa parte era una tierra agrícola donde el rey ordenó cultivar unas viñas allí. Durante la Guerra de los Treinta Años las viñas se estropearon y se convirtieron en un refugio de los acatólicos. Las viñas degeneraron y se empezaron a construir fincas y residencias y la tierra se convirtió en solares con edificios lujosos y dejó de tener importancia agraria.
El 26 de septiembre de 1879, el barrio de Vinohrady obtuvo el estatus de ciudad. En el año 1922 llegó a ser parte de Praga.  Como era un barrio residencial, el prestigio de Královské Vinohrady («Viñedos Reales») disminuyó durante la Checoslovaquia comunista. Hoy en día está recuperando su fama. En el año 1960 se cambió el nombre de Královské Vinohrady a solo Vinohrady.
El centro de Vinohrady es Náměstí Míru («plaza de la Paz»), donde se encuentra la basílica de Santa Ludmila. Está construida en estilo neogótico y está dedicada a santa Ludmila de Bohemia. En la plaza también se encuentra el Teatro de Vinohrady, una de las escenas checas más importantes, construido en 1905-1907 en estilo art nouveau.
En Vinohrady hay también dos grandes parques muy importantes, Gröbovka y los jardines de Rieger. En Gröbovka permanecen restos de las viñas, ya que el parque está situado en la colina. Dentro hay muchos pequeños parques, muchos sitios donde uno puede encontrar tranquilidad. El paisaje del parque, que es bastante grande, cambia mucho. El parque está recientemente reconstruido. Los jardines de Rieger son menos culturales, pero más deportivos. Hay un estadio deportivo, T.J. Bohemians, así como parques infantiles y espacio para hacer deportes o descansar bajo el sol. El parque lleva el nombre del político checo F. L. Rieger.
El último edificio digno de mención es el hospital facultativo de Vinohrady. Durante la Primera Guerra Mundial fue, a causa de la ausencia de dinero, el único hospital que funcionaba bajo el Ministerio de la Salud. Este hospital tiene muy buena fama en Praga. El actual rector del hospital se llama Martin Havrda.
El barrio es bastante tranquilo, pero sigue siendo la parte del centro. Aunque Praga 1, el centro turístico, está muy cerca, no hay tanto ruido como allí.